# Ефремов, Виктор Кириллович
Виктор Кириллович Ефремов (1916 — 24 марта 1944, Симферополь) — заместитель начальника железнодорожной станции Симферополь. Подпольщик в годы Великой Отечественной войны, казнён немецкими оккупантами.

## Биография

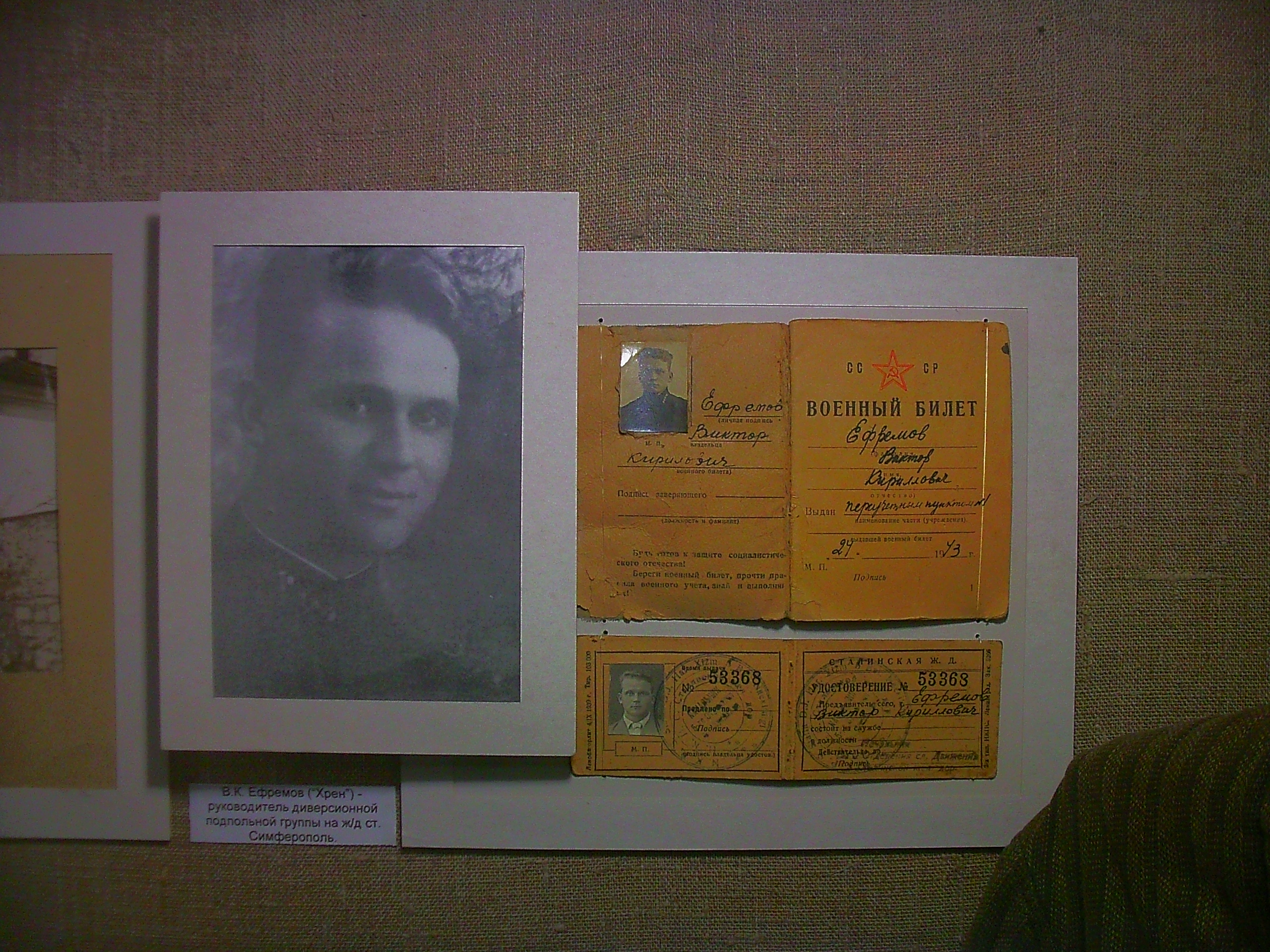
Документы Виктора Ефремова.

Памятная доска подпольщикам на здании вокзала в Симферополе: В.К. Ефремов, Н.Я. Соколов, А.А. Брайер, И.Г. Левицкий, В.З. Лавриненко.

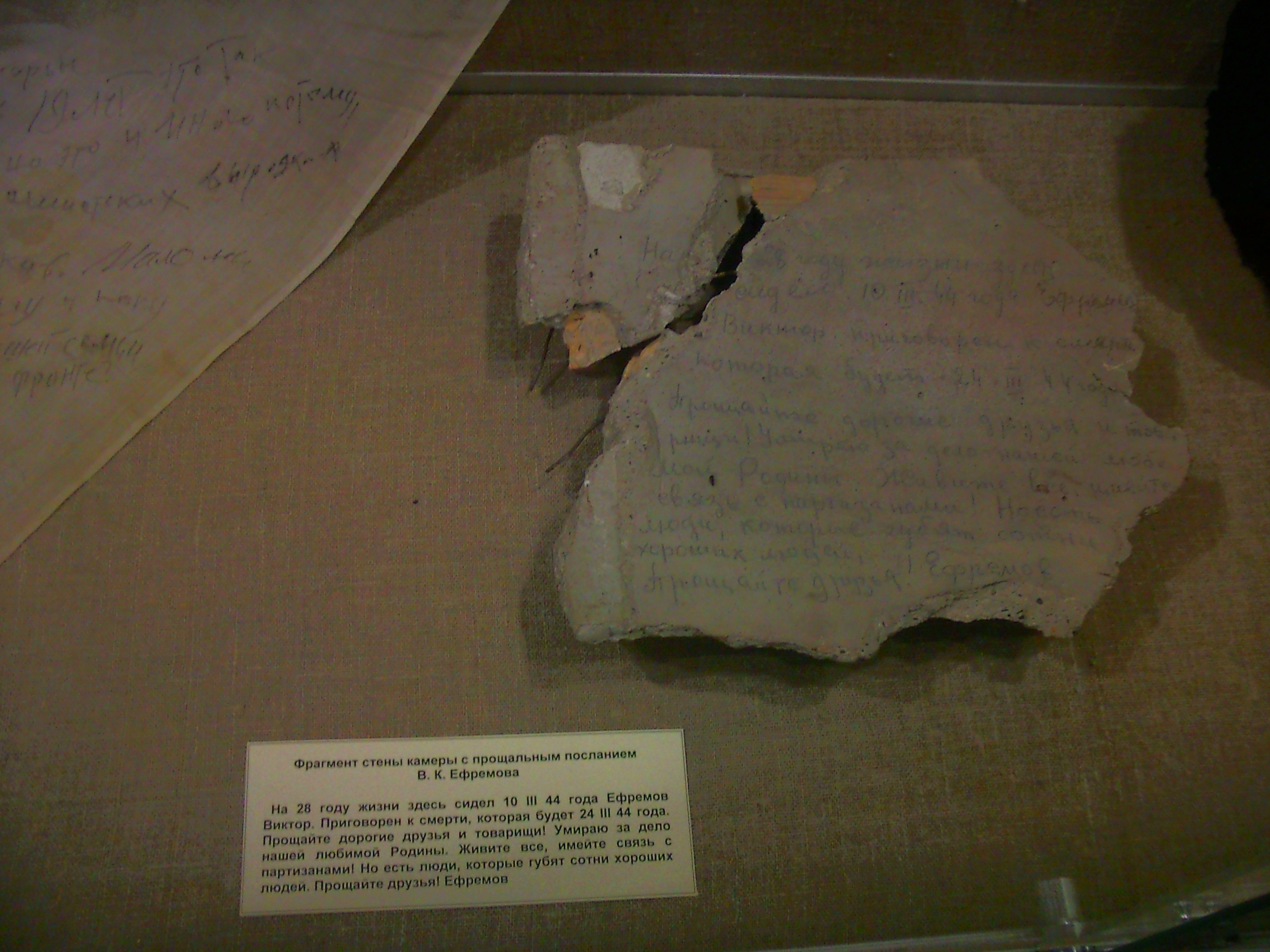
Фрагмент стены с предсмертным обращением Виктора Ефремова.

Виктор Кириллович Ефремов родился в 1916 году.
До Великой Отечественной войны Ефремов работал заместителем начальника железнодорожной станции Симферополь. С началом войны он отвечал за отправку составов с людьми и военными грузами на Севастополь. С приходом оккупантов — продолжал работать сначала сцепщиком вагонов, а затем «русским начальником станции».
Вскоре В. К. Ефремов сблизился с подпольной организацией города через А. А. Волошинову (Мусю) и получил подпольный псевдоним "Хрен". Он создал на станции подпольную группу, в которую вошли сцепщик вагонов — И. Г. Левицкий, стрелочник — В. Э. Лавриненко, переводчица (бывшая учительница железнодорожной школы) — Н. С. Усова, кладовщик — А. А. Брайер, секретарь — Л. М. Терентьева (Ефремова), разнорабочий — Н. Я. Соколов. Подпольщики нанесли ощутимый урон врагу. В ноябре 1943 года они совершили несколько крупных диверсий. Один из заминированных ими составов с боеприпасами взорвался на станции Битумная (Каракият). Рвавшиеся авиабомбы произвели на станции огромные разрушения. Движение на дороге приостановилось на сутки. Эта же группа подорвала на станции Симферополь вагон с оборудованием, а также склад с горючим и боеприпасами. В ноябре и декабре 1943 года на железной дороге в Симферополе было совершено 22 крупные диверсии, в результате которых было уничтожено много паровозов, вагонов, горючего, боеприпасов и военной техники. Только на станции Симферополь ими было совершено 17 диверсий, в результате которых взорвано 9 эшелонов с боеприпасами, два — с горючим, в общей сложности многие десятки вагонов с различными грузами.
В начале марта 1944 года в подпольной организации начались провалы. 8 марта был арестован В. К. Ефремов и члены его группы — В. Э. Лавриненко и И. Г. Левицкий. Жизнь героев-подпольщиков трагически оборвалась незадолго до освобождения города. Зверским пыткам фашисты подвергли Виктора Ефремова - гитлеровцы перебили ему ноги, выломали руки.
В застенке в апреле 1944 года была обнаружена надпись на стене:

«На двадцать восьмом году жизни здесь сидел с 10 марта 1944 г. Ефремов Виктор. Приговорен к смерти, которая будет 24 марта 1944 года. Прощайте, дорогие друзья и товарищи. Умираю за дело нашей любимой Родины. Живите, имейте связь с партизанами и мстите. Прощайте, друзья! Ефремов».

24 марта 1944 года немецкие оккупанты расстреляли Виктора Ефремова.
Похоронен на Старорусском кладбище Симферополя.

## Память

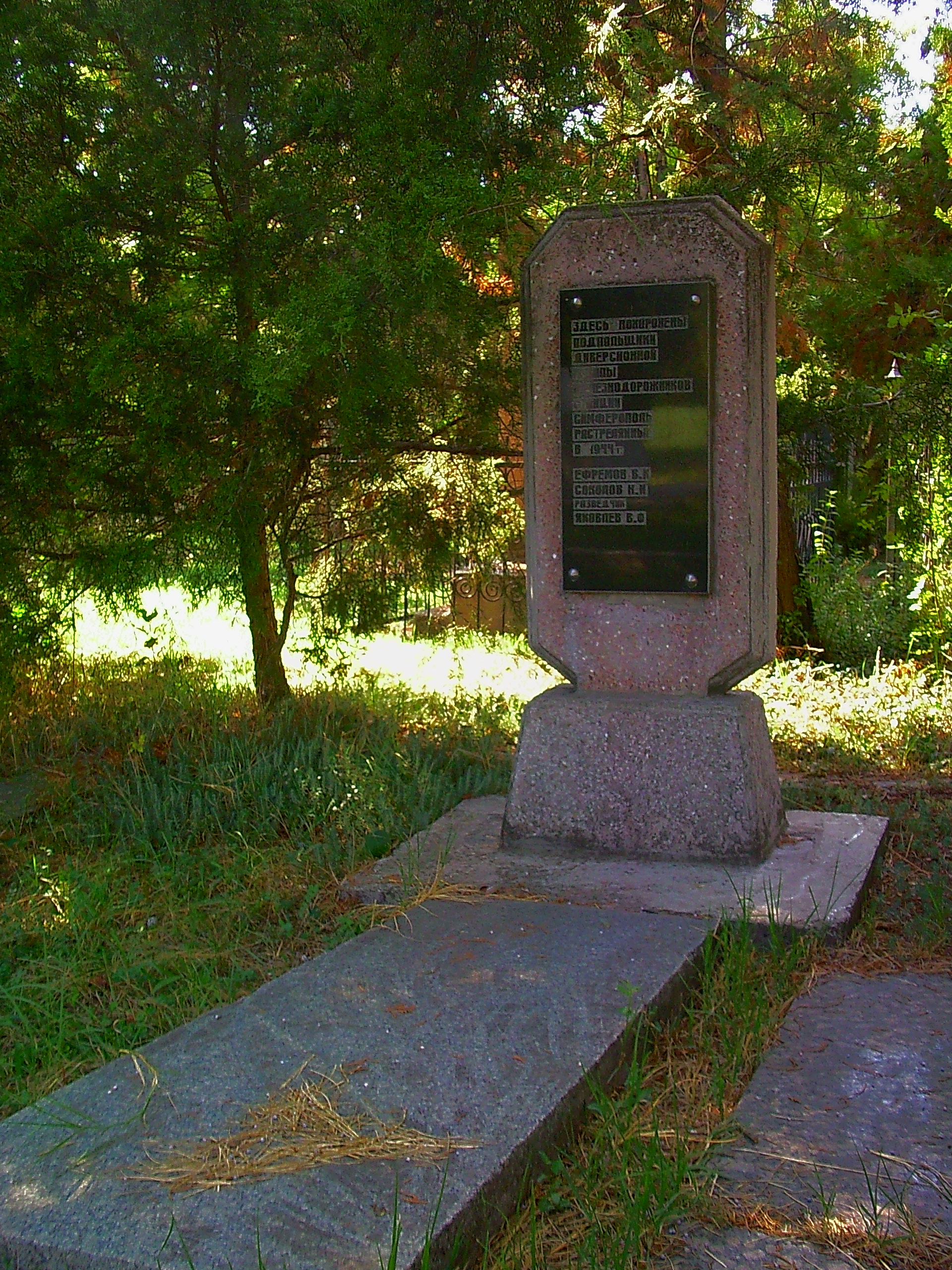
Могила В.К. Ефремова в Симферополе

- В 1972 году на здании железнодорожного вокзала станции Симферополь, у выхода на перрон, в память диверсионной группы В. К. Ефремова была установлена бронзовая мемориальная доска.[1]
- В честь Ефремова в 1958 году была улица названа улица и переулок в Старом городе Симферополе.[2]
- В честь В.К. Ефремова была названа железнодорожная станция.[3][4]